# Coppa Libertadores 2016
La Coppa Libertadores 2016 (ufficialmente 2016 Copa Bridgestone Libertadores per ragioni di sponsor) è la 57ª edizione della Coppa Libertadores d'America, il più importante torneo di calcio del Sud America organizzato dal CONMEBOL.
L'Atlético Nacional di Medellín ha conquistato la coppa per la seconda volta battendo nella doppia finale l'Independiente del Valle di Sangolquí, ottenendo così anche l'accesso alla Coppa del mondo per club FIFA 2016 e alla Recopa Sudamericana 2017 contro la vincitrice della Coppa Sudamericana 2016.
Per la prima volta dopo 25 anni la finale non ha visto la partecipazione di club brasiliani o argentini.

## Squadre
Al torneo partecipano 38 squadre di 11 federazioni (i 10 membri della CONMEBOL più il Messico della CONCACAF) così distribuite:
- Detentore del titolo
- Argentina e Brasile: 5 squadre ciascuna
- Tutte le altre associate: 3 squadre ciascuna

Tra queste, 12 squadre (per ogni nazione l'ultima squadra ad essersi qualificata, più l'ultima elencata) entrano al primo turno, mentre le rimanenti entrano al secondo turno.
| Nazione   | Squadra                   | Turno di ingresso | Qualificazione |
| --------- | ------------------------- | ----------------- | --- |
| Argentina | River Plate               | Secondo turno     | Vincitrice della Coppa Libertadores 2015                                                                                                |
| Argentina | Boca Juniors              | Secondo turno     | Vincitrice della Primera División Argentina 2015                                                                                        |
| Argentina | San Lorenzo               | Secondo turno     | Seconda classificata nella Primera División Argentina 2015                                                                              |
| Argentina | Rosario Central           | Secondo turno     | Finalista della Copa Argentina 2015 |
| Argentina | Racing                    | Primo turno       | Vincitrice della Liguilla Pre-Libertadores 2015                                                                                         |
| Argentina | Huracán                   | Primo turno       | Miglior piazzata nella Coppa Sudamericana 2015 tolte le squadre già qualificate                                                         |
| Bolivia   | Bolívar                   | Secondo turno     | Vincitrice dei tornei di Apertura e Clausura della Liga de Fútbol Profesional Boliviano 2014-2015                                       |
| Bolivia   | The Strongest             | Secondo turno     | Seconda classificata nella classifica unita della Liga de Fútbol Profesional Boliviano 2014-2015                                        |
| Bolivia   | Oriente Petrolero         | Primo turno       | Terza classificata nella classifica unita della Liga de Fútbol Profesional Boliviano 2014-2015                                          |
| Brasile   | Corinthians               | Secondo turno     | Vincitrice del Campeonato Brasileiro Série A 2015                                                                                       |
| Brasile   | Palmeiras                 | Secondo turno     | Vincitrice della Coppa del Brasile 2015                                                                                                 |
| Brasile   | Atlético Mineiro          | Secondo turno     | Seconda classificata nel Campeonato Brasileiro Série A 2015                                                                             |
| Brasile   | Grêmio                    | Secondo turno     | Terza classificata nel Campeonato Brasileiro Série A 2015                                                                               |
| Brasile   | São Paulo                 | Primo turno       | Quarto posto nel Campeonato Brasileiro Série A 2015                                                                                     |
| Cile      | Cobresal                  | Secondo turno     | Vincitrice del Torneo di Clausura 2015                                                                                                  |
| Cile      | Colo-Colo                 | Secondo turno     | Vincitrice del Torneo di Apertura 2015                                                                                                  |
| Cile      | Universidad de Chile      | Primo turno       | Vincitrice della Copa Chile 2015 |
| Colombia  | Deportivo Cali            | Secondo turno     | Vincitrice del Torneo di Apertura della Categoría Primera A 2015                                                                        |
| Colombia  | Atlético Nacional         | Secondo turno     | Vincitrice del Torneo di Finalización della Categoría Primera A 2015                                                                    |
| Colombia  | Santa Fe                  | Primo turno       | Vincitrice della Coppa Sudamericana 2015                                                                                                |
| Ecuador   | Emelec                    | Secondo turno     | Vincitrice della Primera Categoría Serie A 2015                                                                                         |
| Ecuador   | LDU Quito                 | Secondo turno     | Finalista della Primera Categoría Serie A 2015                                                                                          |
| Ecuador   | Independiente del Valle   | Primo turno       | Miglior piazzata nella classifica unita della Primera Categoría Serie A 2015 tra le non già qualificate                                 |
| Messico   | U.N.A.M.                  | Secondo turno     | Vincitrice della fase a girone del Torneo di Apertura della Primera División de México 2015-2016                                        |
| Messico   | Toluca                    | Secondo turno     | Seconda classificata nella fase a girone del Torneo di Apertura della Primera División de México 2015-2016                              |
| Messico   | Puebla                    | Primo turno       | Vincitrice della Supercopa MX 2015 |
| Paraguay  | Cerro Porteño             | Secondo turno     | Vincitrice del Torneo di Apertura o del Torneo di chiusura della División Profesional 2015 col miglior risultato nella classifica unita |
| Paraguay  | Olimpia                   | Secondo turno     | Vincitrice del Torneo di Apertura o del Torneo di chiusura della División Profesional 2015 col peggior risultato nella classifica unita |
| Paraguay  | Guaraní                   | Primo turno       | Miglior piazzata nella classifica unita della División Profesional 2015 tra le non già qualificate                                      |
| Perù      | F.B.C. Melgar             | Secondo turno     | Vincitrice del Campeonato Descentralizado 2015                                                                                          |
| Perù      | Sporting Cristal          | Secondo turno     | Seconda classificata nel Campeonato Descentralizado 2015                                                                                |
| Perù      | Universidad César Vallejo | Primo turno       | Terza classificata nel Campeonato Descentralizado 2015                                                                                  |
| Uruguay   | Nacional                  | Secondo turno     | Vincitrice della Primera División Profesional de Uruguay 2014-2015                                                                      |
| Uruguay   | Peñarol                   | Secondo turno     | Seconda classificata nella Primera División Profesional de Uruguay 2014-2015                                                            |
| Uruguay   | River Plate               | Primo turno       | Miglior piazzata nella classifica unita della Primera División Profesional de Uruguay 2014-2015 tra le non già qualificate              |
| Venezuela | Deportivo Táchira         | Secondo turno     | Vincitrice della Primera División 2014-2015                                                                                             |
| Venezuela | Trujillanos               | Secondo turno     | Seconda classificata nella Primera División 2014-2015                                                                                   |
| Venezuela | Caracas                   | Primo turno       | Miglior piazzata nella classifica unita della Primera División 2014-2015 tra le non già qualificate                                     |

## Sorteggio
Il sorteggio del torneo si è tenuto il 22 dicembre 2015 presso il Centro Congressi CONMEBOL a Luque, in Paraguay.
A partire da questa edizione, le squadre saranno classificate in base alla nuova "graduatoria CONMEBOL per la Coppa Libertadores", che tiene conto dei seguenti tre fattori:
1. Prestazioni negli ultimi 10 anni, tenendo conto dei risultati in Coppa Libertadores nel periodo 2006-2015
2. Coefficiente storico, tenendo conto dei risultati in Coppa Libertadores nel periodo 1960-2005
3. Campioni dei tornei locali, con punti bonus assegnati alle vincitrici dei campionati nazionali degli ultimi 10 anni

Le squadre messicane non sono classificate, per questo saranno piazzate per ultime in tutti i sorteggi.
Per la prima fase, le 12 squadre saranno sorteggiate per formare sei incontri contenenti una squadra dal Gruppo A e una squadra dal Gruppo B, con la prima che ospiterà la gara di ritorno. Le squadre saranno divise in base alla loro graduatoria CONMEBOL (indicato tra parentesi). Le squadre della stessa federazione non potranno scontrarsi in questo turno.
| Gruppo A                                                                                     | Gruppo B |
| -------------------------------------------------------------------------------------------- | --- |
| São Paulo (11) Universidad de Chile (17) Santa Fe (22) Guaraní (29) Racing (39) Caracas (43) | Oriente Petrolero (64) Huracán (72) Independiente del Valle (78) Universidad César Vallejo (152) River Plate (non classificata) Puebla (non classificata) |

Per la seconda fase, le 32 squadre saranno sorteggiate in otto Gruppi da quattro, prendendo una squadra da ogni Urna. La campionessa uscente (River Plate) sarà automaticamente piazzata nell'Urna 1 e collocata nel Gruppo 1 per il sorteggio. Le squadre rimanenti saranno piazzate in base alla graduatoria CONMEBOL (mostrata tra parentesi). Le squadre della stessa federazione nelle Urne 1, 2 e 3 non potranno essere sorteggiate nello stesso gruppo. L'Urna 4 conterrà le squadre messicane qualificatesi per la seconda fase e le vincenti del primo turno, le cui identità non saranno note al momento del sorteggio, e quindi potranno essere inserite nello stesso gruppo di una squadra della stessa nazionalità.
| Urna 1 | Urna 2 | Urna 3 | Urna 4 |
| --- | --- | --- | --- |
| River Plate (2; Detentrice titolo) Boca Juniors (1) Peñarol (3) Nacional (5) Olimpia (7) Corinthians (9) Atlético Mineiro (13) San Lorenzo (14) | Grêmio (16) Emelec (18) Cerro Porteño (19) Atlético Nacional (20) Bolívar (21) Colo-Colo (24) Palmeiras (31) The Strongest (33) | LDU Quito (34) Sporting Cristal (38) Deportivo Cali (44) Deportivo Táchira (49) Rosario Central (71) FBC Melgar (108) Cobresal (123) Trujillanos (175) | UNAM (non classificata) Toluca (non classificata) Santa Fe Huracán Racing River Plate Independiente del Valle São Paulo |

## Calendario
Il calendario della competizione è il seguente (tutte le date indicate cadono il mercoledì, ma le partite potranno pure essere giocate il martedì e il giovedì).
| Fase          | Andata       | Ritorno      |
| ------------- | ------------ | ------------ |
| Primo turno   | 3 febbraio   | 10 febbraio  |
| Secondo turno | 16 febbraio  | 21 aprile    |
| Ottavi        | 27 aprile    | 4 maggio     |
| Quarti        | 11-18 maggio | 18-25 maggio |
| Semifinali    | 6 luglio     | 13 luglio    |
| Finali        | 20 luglio    | 27 luglio    |

## Primo turno
Nel primo turno, ogni incontro si gioca sulla base della doppia sfida andata e ritorno. In caso di pareggio, vengono contati i goal fuori casa. Se anche in questo modo si ha una situazione di parità, si utilizzeranno i rigori per determinare il vincitore (non vengono giocati i tempi supplementari. Le vincitrici di ogni turno avanzano al secondo turno e si aggiungono alle 26 squadre già qualificate.
| Squadra 1               | Totale      | Squadra 2            | Andata | Ritorno |
| ----------------------- | ----------- | -------------------- | ------ | ------- |
| Oriente Petrolero       | 1 - 6       | Santa Fe             | 1 - 3  | 0 - 3   |
| Huracán                 | 2 - 2 (gfc) | Caracas              | 1 - 0  | 1 - 2   |
| Puebla                  | 2 - 3       | Racing Club          | 2 - 2  | 0 - 1   |
| River Plate             | 2 - 0       | Universidad de Chile | 2 - 0  | 0 - 0   |
| Independiente del Valle | 2 - 2 (gfc) | Guaraní              | 1 - 0  | 1 - 2   |
| U. César Vallejo        | 1 - 2       | San Paolo            | 1 - 1  | 0 - 1   |

### Match 1
| Santa Cruz de la Sierra 4 febbraio 2016, ore 20:45 UTC−4 | Oriente Petrolero | 1 – 3 referto | Santa Fe | Estadio Ramón Tahuichi Aguilera\| Arbitro: \| Péricles Cortez \| |
| Arbitro:                                                 | Péricles Cortez   |               |          |                                                                  |

| Bogotà 11 febbraio 2016, ore 19:45 UTC−5 | Santa Fe        | 3 – 0 referto | Oriente Petrolero | Estadio El Campín\| Arbitro: \| Víctor Carrillo \| |
| Arbitro:                                 | Víctor Carrillo |               |                   |                                                    |

### Match 2
| Buenos Aires 2 febbraio 2016, ore 19:30 UTC−3 | Huracán        | 1 – 0 referto | Caracas | Estadio Tomás Adolfo Ducó\| Arbitro: \| Patricio Polic \| |
| Arbitro:                                      | Patricio Polic |               |         |                                                           |

| Caracas 9 febbraio 2016, ore 20:15 UTC−4:30 | Caracas         | 2 – 1 referto | Huracán | Estadio Olímpico de la UCV\| Arbitro: \| Enrique Cáceres \| |
| Arbitro:                                    | Enrique Cáceres |               |         |                                                             |

### Match 3
| Puebla de Zaragoza 3 febbraio 2016, ore 20:15 UTC−6 | Puebla           | 2 – 2 referto | Racing | Estadio Cuauhtémoc\| Arbitro: \| Daniel Fedorczuk \| |
| Arbitro:                                            | Daniel Fedorczuk |               |        |                                                      |

| Avellaneda (Buenos Aires) 10 febbraio 2016, ore 21:45 UTC−3 | Racing                  | 1 – 0 referto | Puebla | Estadio Juan Domingo Perón\| Arbitro: \| Ricardo Marques Ribeiro \| |
| Arbitro:                                                    | Ricardo Marques Ribeiro |               |        |                                                                     |

### Match 4
| Montevideo 2 febbraio 2016, ore 21:45 UTC−3 | River Plate      | 2 – 0 referto | Universidad de Chile | Estadio Saroldi\| Arbitro: \| Patricio Loustau \| |
| Arbitro:                                    | Patricio Loustau |               |                      |                                                   |

| Santiago del Cile 9 febbraio 2016, ore 19:30 UTC−3 | Universidad de Chile | 0 – 0 referto | River Plate | Estadio Nacional\| Arbitro: \| Carlos Vera \| |
| Arbitro:                                           | Carlos Vera          |               |             |                                               |

### Match 5
| Sangolquí 4 febbraio 2016, ore 17:30 UTC−5 | Independiente del Valle | 1 – 0 referto | Guaraní | Estadio Rumiñahui\| Arbitro: \| Juan Ernesto Soto \| |
| Arbitro:                                   | Juan Ernesto Soto       |               |         |                                                      |

| Asunción 11 febbraio 2016, ore 19:30 UTC−3 | Guaraní        | 2 – 1 referto | Independiente del Valle | Estadio Defensores del Chaco\| Arbitro: \| Mauro Vigliano \| |
| Arbitro:                                   | Mauro Vigliano |               |                         |                                                              |

### Match 6
| Trujillo 3 febbraio 2016, ore 18:45 UTC−5 | Universidad César Vallejo | 1 – 1 referto | São Paulo | Estadio Mansiche\| Arbitro: \| Roddy Zambrano \| |
| Arbitro:                                  | Roddy Zambrano            |               |           |                                                  |

| San Paolo (Brasile) 10 febbraio 2016, ore 21:45 UTC−2 | São Paulo          | 1 – 0 referto | Universidad César Vallejo | Estádio Municipal Paulo Machado de Carvalho\| Arbitro: \| Christian Ferreyra \| |
| Arbitro:                                              | Christian Ferreyra |               |                           |                                                                                 |

## Secondo turno
Nel secondo turno, in ogni gruppo le squadre giocheranno l'una contro l'altra, sia in casa che in trasferta, usando il formato del girone all'italiana. In caso di parità punti, saranno usati i seguenti criteri: 1. Differenza reti; 2. Reti segnate; 3. Reti in trasferta; 4. Sorteggio. Le prime due squadre di ogni girone accederanno agli ottavi di finale.

### Gruppo 1
| Squadra       | Pt | G | V | N | P | GF | GS | DR  |
| ------------- | -- | - | - | - | - | -- | -- | --- |
| River Plate   | 11 | 6 | 3 | 2 | 1 | 17 | 7  | +10 |
| São Paulo     | 9  | 6 | 2 | 3 | 1 | 11 | 5  | +6  |
| The Strongest | 8  | 6 | 2 | 2 | 2 | 6  | 11 | -5  |
| Trujillanos   | 4  | 6 | 1 | 1 | 4 | 7  | 18 | -11 |

| 17 febbraio 2016, ore Da stabilire 1ª giornata | São Paulo | 0 – 1 referto | The Strongest | Cícero Pompeu de Toledo (Morumbi) |

| Valera (Venezuela) 25 febbraio 2016, ore 20:15 UTC-4:30 1ª giornata | Trujillanos | 0 – 4 referto | River Plate | Estadio José Alberto Pérez |

| La Paz 2 marzo 2016, ore 16:15 UTC-4 2ª giornata | The Strongest | 2 – 1 referto | Trujillanos | Estadio Hernando Siles |

| Buenos Aires 10 marzo 2016, ore 16:15 UTC-4 2ª giornata | River Plate | 1 – 1 referto | São Paulo | Estadio Antonio Vespucio Liberti |

| La Paz 16 marzo 2016, ore 18:30 UTC-4 3ª giornata | The Strongest | 1 – 1 referto | River Plate | Estadio Hernando Siles |

| Valera (Venezuela) 16 marzo 2016, ore 18:30 UTC-4 3ª giornata | Trujillanos | 1 – 1 referto | São Paulo | Estadio José Alberto Pérez |

| 5 aprile 2016, ore Da stabilire 4ª giornata | São Paulo | 6 – 0 referto | Trujillanos | Cícero Pompeu de Toledo (Morumbi) |

| Buenos Aires 6 aprile 2016, ore 19:30 UTC-3 4ª giornata | River Plate | 6 – 0 referto | The Strongest | Estadio Antonio Vespucio Liberti |

| Valera (Venezuela) 12 aprile 2016, ore 18:00 UTC-4:30 5ª giornata | Trujillanos | 2 – 1 referto | The Strongest | Estadio José Alberto Pérez |

| 13 aprile 2016, ore Da stabilire 5ª giornata | São Paulo | 2 – 1 referto | River Plate | Cícero Pompeu de Toledo (Morumbi) |

| Buenos Aires 21 aprile 2016, ore 21:45 UTC-3 6ª giornata | River Plate | 4 – 3 referto | Trujillanos | Estadio Antonio Vespucio Liberti |

| La Paz 21 aprile 2016, ore 20:45 UTC-4 6ª giornata | The Strongest | 1 – 1 referto | São Paulo | Estadio Hernando Siles |

### Gruppo B
| Squadra         | Pt | G | V | N | P | GF | GS | DR |
| --------------- | -- | - | - | - | - | -- | -- | -- |
| Rosario Central | 11 | 6 | 3 | 2 | 1 | 13 | 8  | +5 |
| Nacional        | 9  | 6 | 2 | 3 | 1 | 6  | 6  | 0  |
| Palmeiras       | 8  | 6 | 2 | 2 | 2 | 12 | 8  | +4 |
| River Plate     | 3  | 6 | 0 | 3 | 3 | 6  | 15 | -9 |

| 16 febbraio 2016, ore 20:45 UTC-3 1ª giornata | River Plate | 2 – 2 referto | Palmeiras | Estadio Saroldi |

| Rosario (Argentina) 25 febbraio 2016, ore 19:30 UTC-3 1ª giornata | Rosario Central | 1 – 1 referto | Nacional | Estadio Gigante de Arroyito |

| Montevideo 2 marzo 2016, ore 19:30 UTC-3 2ª giornata | Nacional | 0 – 0 referto | River Plate | Gran Parque Central |

| San Paolo (Brasile) 3 marzo 2016, ore 21:45 UTC-3 2ª giornata | Palmeiras | 2 – 0 referto | Rosario Central | Allianz Parque |

| Rosario (Argentina) 9 marzo 2016, ore 19:30 UTC-3 3ª giornata | Rosario Central | 4 – 1 referto | River Plate | Estadio Gigante de Arroyito |

| San Paolo (Brasile) 9 marzo 2016, ore 21:45 UTC-3 3ª giornata | Palmeiras | 1 – 2 referto | Nacional | Allianz Parque |

| 17 marzo 2016, ore 19:30 UTC-3 4ª giornata | River Plate | 1 – 3 referto | Rosario Central | Estadio Saroldi |

| Montevideo 17 marzo 2016, ore 21:45 UTC-3 4ª giornata | Nacional | 1 – 0 referto | Palmeiras | Gran Parque Central |

| Rosario (Argentina) 6 aprile 2016, ore 21:45 UTC-3 5ª giornata | Rosario Central | 3 – 3 referto | Palmeiras | Estadio Gigante de Arroyito |

| 7 aprile 2016, ore 19:30 UTC-3 5ª giornata | River Plate | 2 – 2 referto | Nacional | Estadio Saroldi |

| Montevideo 14 aprile 2016, ore 21:45 UTC-3 6ª giornata | Nacional | 0 – 2 referto | Rosario Central | Gran Parque Central |

| San Paolo (Brasile) 14 aprile 2016, ore 21:45 UTC-3 6ª giornata | Palmeiras | 4 – 0 referto | River Plate | Allianz Parque |

### Gruppo 3
| Squadra        | Pt | G | V | N | P | GF | GS | DR  |
| -------------- | -- | - | - | - | - | -- | -- | --- |
| Boca Juniors   | 12 | 6 | 3 | 3 | 0 | 11 | 4  | +7  |
| Racing         | 9  | 6 | 2 | 3 | 1 | 11 | 7  | +4  |
| Bolívar        | 6  | 6 | 1 | 3 | 2 | 10 | 10 | 0   |
| Deportivo Cali | 3  | 6 | 0 | 3 | 3 | 7  | 18 | -11 |

| Palmira (Colombia) 24 febbraio 2016, ore 19:45 UTC-5 1ª giornata | Deportivo Cali | 0 – 0 referto | Boca Juniors | Estadio Deportivo Cali |

| 24 febbraio 2016, ore 19:30 UTC-3 1ª giornata | Racing | 4 – 1 referto | Bolívar | Juan Domingo Perón (El Cilindro) |

| La Paz 3 marzo 2016, ore 20:45 UTC-4 2ª giornata | Bolívar | 5 – 0 referto | Deportivo Cali | Estadio Hernando Siles |

| Buenos Aires 3 marzo 2016, ore 19:30 UTC-3 2ª giornata | Boca Juniors | 0 – 0 referto | Racing | Estadio Alberto J. Armando |

| La Paz 10 marzo 2016, ore 20:45 UTC-4 3ª giornata | Bolívar | 1 – 1 referto | Boca Juniors | Estadio Hernando Siles |

| Palmira (Colombia) 17 marzo 2016, ore 19:45 UTC-5 3ª giornata | Deportivo Cali | 2 – 2 referto | Racing | Estadio Deportivo Cali |

| Buenos Aires 7 aprile 2016, ore 19:30 UTC-3 4ª giornata | Boca Juniors | 3 – 1 referto | Bolívar | Estadio Alberto J. Armando |

| 7 aprile 2016, ore Da stabilire 4ª giornata | Racing | 4 – 2 referto | Deportivo Cali | Juan Domingo Perón (El Cilindro) |

| 13 aprile 2016, ore Da stabilire 5ª giornata | Racing | 0 – 1 referto | Boca Juniors | Juan Domingo Perón (El Cilindro) |

| Palmira (Colombia) 14 aprile 2016, ore 19:45 UTC-5 5ª giornata | Deportivo Cali | 1 – 1 referto | Bolívar | Estadio Deportivo Cali |

| Buenos Aires 20 aprile 2016, ore 19:30 UTC-3 6ª giornata | Boca Juniors | 6 – 2 referto | Deportivo Cali | Estadio Alberto J. Armando |

| La Paz 20 aprile 2016, ore 18:30 UTC-4 6ª giornata | Bolívar | 1 – 1 referto | Racing | Estadio Hernando Siles |

### Gruppo 4
| Squadra           | Pt | G | V | N | P | GF | GS | DR  |
| ----------------- | -- | - | - | - | - | -- | -- | --- |
| Atlético Nacional | 16 | 6 | 5 | 1 | 0 | 12 | 0  | +12 |
| Huracán           | 8  | 6 | 2 | 2 | 2 | 7  | 7  | 0   |
| Peñarol           | 5  | 6 | 1 | 2 | 3 | 5  | 11 | -6  |
| Sporting Cristal  | 4  | 6 | 1 | 1 | 4 | 9  | 15 | -6  |

| Lima 18 febbraio 2016, ore 19:45 UTC-5 1ª giornata | Sporting Cristal | 1 – 1 referto | Peñarol | Estadio Alberto Gallardo |

| 23 febbraio 2016, ore 21:45 UTC-3 1ª giornata | Huracán | 0 – 2 referto | Atlético Nacional | Tomás Adolfo Ducó (El Palacio) |

| Medellín 1º marzo 2016, ore 19:45 UTC-5 2ª giornata | Atlético Nacional | 3 – 0 referto | Sporting Cristal | Estadio Atanasio Girardot |

| Montevideo 1º marzo 2016, ore 21:45 UTC-3 2ª giornata | Peñarol | 0 – 1 referto | Huracán | Estadio Centenario |

| Medellín 8 marzo 2016, ore 19:45 UTC-5 3ª giornata | Atlético Nacional | 2 – 0 referto | Peñarol | Estadio Atanasio Girardot |

| Lima 8 marzo 2016, ore 19:45 UTC-5 3ª giornata | Sporting Cristal | 3 – 2 referto | Huracán | Estadio Alberto Gallardo |

| Montevideo 15 marzo 2016, ore 21:45 UTC-3 4ª giornata | Peñarol | 0 – 4 referto | Atlético Nacional | Estadio Centenario |

| 5 aprile 2016, ore Da stabilire 4ª giornata | Huracán | 4 – 2 referto | Sporting Cristal | Tomás Adolfo Ducó (El Palacio) |

| 12 aprile 2016, ore Da stabilire 5ª giornata | Huracán | 0 – 0 referto | Peñarol | Tomás Adolfo Ducó (El Palacio) |

| Lima 12 aprile 2016, ore 21:45 UTC-5 5ª giornata | Sporting Cristal | 0 – 1 referto | Atlético Nacional | Estadio Alberto Gallardo |

| Montevideo 19 aprile 2016, ore 19:30 UTC-3 6ª giornata | Peñarol | 4 – 3 referto | Sporting Cristal | Estadio Centenario |

| Medellín 19 aprile 2016, ore 17:30 UTC-5 6ª giornata | Atlético Nacional | 0 – 0 referto | Huracán | Estadio Atanasio Girardot |

### Gruppo 5
| Squadra                 | Pt | G | V | N | P | GF | GS | DR  |
| ----------------------- | -- | - | - | - | - | -- | -- | --- |
| Atlético Mineiro        | 13 | 6 | 4 | 1 | 1 | 12 | 4  | +8  |
| Independiente del Valle | 11 | 6 | 3 | 2 | 1 | 7  | 4  | +3  |
| Colo-Colo               | 9  | 6 | 2 | 3 | 1 | 4  | 5  | -1  |
| Melgar                  | 0  | 6 | 0 | 0 | 6 | 2  | 12 | -10 |

| Arequipa 17 febbraio 2016, ore 18:45 UTC-5 1ª giornata | Melgar | 1 – 2 referto | Atlético Mineiro | Estadio Monumental de la UNSA |

| 18 febbraio 2016, ore Da stabilire 1ª giornata | Independiente del Valle | 1 – 1 referto | Colo-Colo | Stadio municipale Generale Rumiñahui |

| Santiago del Cile 24 febbraio 2016, ore 19:30 UTC-3 2ª giornata | Colo-Colo | 1 – 0 referto | Melgar | Estadio Monumental David Arellano |

| Belo Horizonte 24 febbraio 2016, ore 21:45 UTC-3 2ª giornata | Atlético Mineiro | 1 – 0 referto | Independiente del Valle | Estádio Independência |

| Arequipa 1º marzo 2016, ore 15:15 UTC-5 3ª giornata | Melgar | 0 – 1 referto | Independiente del Valle | Estadio Monumental de la UNSA |

| Santiago del Cile 10 marzo 2016, ore 21:45 UTC-3 3ª giornata | Colo-Colo | 0 – 0 referto | Atlético Mineiro | Estadio Monumental David Arellano |

| 15 marzo 2016, ore Da stabilire 4ª giornata | Independiente del Valle | 2 – 0 referto | Melgar | Estadio Municipal Rumiñahui |

| Belo Horizonte 16 marzo 2016, ore 21:45 UTC-3 4ª giornata | Atlético Mineiro | 3 – 0 referto | Colo-Colo | Estádio Independência |

| 6 aprile 2016, ore Da stabilire 5ª giornata | Independiente del Valle | 3 – 2 referto | Atlético Mineiro | Estadio Municipal Rumiñahui |

| Arequipa 7 aprile 2016, ore 19:45 UTC-5 5ª giornata | Melgar | 1 – 2 referto | Colo-Colo | Estadio Monumental de la UNSA |

| Belo Horizonte 14 aprile 2016, ore 19:30 UTC-3 6ª giornata | Atlético Mineiro | 4 – 0 referto | Melgar | Estádio Independência |

| Santiago del Cile 14 aprile 2016, ore 19:30 UTC-3 6ª giornata | Colo-Colo | 0 – 0 referto | Independiente del Valle | Estadio Monumental David Arellano |

### Gruppo 6
| Squadra     | Pt | G | V | N | P | GF | GS | DR |
| ----------- | -- | - | - | - | - | -- | -- | -- |
| Toluca      | 13 | 6 | 4 | 1 | 1 | 9  | 5  | +4 |
| Grêmio      | 11 | 6 | 3 | 2 | 1 | 10 | 6  | +4 |
| San Lorenzo | 4  | 6 | 0 | 4 | 2 | 5  | 8  | -3 |
| LDU Quito   | 4  | 6 | 1 | 1 | 4 | 7  | 12 | -5 |

| Toluca 17 febbraio 2016, ore 20:00 UTC-6 1ª giornata | Toluca | 2 – 0 referto | Grêmio | Estadio Nemesio Díez |

| Quito 23 febbraio 2016, ore 17:30 UTC-5 1ª giornata | LDU Quito | 2 – 0 referto | San Lorenzo | Estadio de Liga Deportiva Universitaria |

| Buenos Aires 2 marzo 2016, ore 19:30 UTC-3 2ª giornata | San Lorenzo | 1 – 1 referto | Toluca | Estadio Pedro Bidegain |

| Porto Alegre 2 marzo 2016, ore 21:45 UTC-3 2ª giornata | Grêmio | 4 – 0 referto | LDU Quito | Arena do Grêmio |

| Porto Alegre 9 marzo 2016, ore 21:45 UTC-3 3ª giornata | Grêmio | 1 – 1 referto | San Lorenzo | Arena do Grêmio |

| Quito 10 marzo 2016, ore 19:45 UTC-5 3ª giornata | LDU Quito | 1 – 2 referto | Toluca | Estadio de Liga Deportiva Universitaria |

| Buenos Aires 15 marzo 2016, ore 21:45 UTC-3 4ª giornata | San Lorenzo | 1 – 1 referto | Grêmio | Estadio Pedro Bidegain |

| Toluca 5 aprile 2016, ore 19:45 UTC-5 4ª giornata | Toluca | 2 – 1 referto | LDU Quito | Estadio Nemesio Díez |

| Toluca 12 aprile 2016, ore 21:45 UTC-5 5ª giornata | Toluca | 2 – 1 referto | San Lorenzo | Estadio Nemesio Díez |

| Quito 13 aprile 2016, ore 19:40 UTC-5 5ª giornata | LDU Quito | 2 – 3 referto | Grêmio | Estadio de Liga Deportiva Universitaria |

| Buenos Aires 19 aprile 2016, ore 21:45 UTC-3 6ª giornata | San Lorenzo | 1 – 1 referto | LDU Quito | Estadio Pedro Bidegain |

| Porto Alegre 19 aprile 2016, ore 21:45 UTC-3 6ª giornata | Grêmio | 1 – 0 referto | Toluca | Arena do Grêmio |

### Gruppo 7
| Squadra           | Pt | G | V | N | P | GF | GS | DR |
| ----------------- | -- | - | - | - | - | -- | -- | -- |
| UNAM              | 15 | 6 | 5 | 0 | 1 | 17 | 8  | +9 |
| Deportivo Táchira | 9  | 6 | 3 | 0 | 3 | 6  | 11 | -5 |
| Olimpia           | 7  | 6 | 2 | 1 | 3 | 12 | 12 | 0  |
| Emelec            | 4  | 6 | 1 | 1 | 4 | 10 | 14 | -4 |

| San Cristóbal (Venezuela) 16 febbraio 2016, ore 21:30 UTC-4:30 1ª giornata | Deportivo Táchira | 2 – 1 referto | Olimpia | Estadio Polideportivo de Pueblo Nuevo |

| Città del Messico 18 febbraio 2016, ore 21:00 UTC-6 1ª giornata | UNAM | 4 – 2 referto | Emelec | Estadio Olímpico Universitario |

| Guayaquil 25 febbraio 2016, ore 19:45 UTC-5 2ª giornata | Emelec | 2 – 0 referto | Deportivo Táchira | Arena Banco del Pacífico |

| Asunción 1º marzo 2016, ore 19:30 UTC-3 2ª giornata | Olimpia | 0 – 2 referto | UNAM | Estadio Manuel Ferreira |

| Guayaquil 8 marzo 2016, ore 17:30 UTC-5 3ª giornata | Emelec | 2 – 2 referto | Olimpia | Arena Banco del Pacífico |

| San Cristóbal (Venezuela) 9 marzo 2016, ore 20:15 UTC-4:30 3ª giornata | Deportivo Táchira | 2 – 0 referto | UNAM | Estadio Polideportivo de Pueblo Nuevo |

| Asunción 17 marzo 2016, ore 19:30 UTC-3 4ª giornata | Olimpia | 4 – 2 referto | Emelec | Estadio Manuel Ferreira |

| Città del Messico 17 marzo 2016, ore 21:00 UTC-6 4ª giornata | UNAM | 4 – 1 referto | Deportivo Táchira | Estadio Olímpico Universitario |

| San Cristóbal (Venezuela) 5 aprile 2016, ore 17:30 UTC-4:30 5ª giornata | Deportivo Táchira | 1 – 0 referto | Emelec | Estadio Polideportivo de Pueblo Nuevo |

| Città del Messico 6 aprile 2016, ore 22:00 UTC-5 5ª giornata | UNAM | 4 – 1 referto | Olimpia | Estadio Olímpico Universitario |

| Asunción 13 aprile 2016, ore 19:30 UTC-3 6ª giornata | Olimpia | 4 – 0 referto | Deportivo Táchira | Estadio Manuel Ferreira |

| Guayaquil 13 aprile 2016, ore 17:30 UTC-5 6ª giornata | Emelec | 2 – 3 referto | UNAM | Arena Banco del Pacífico |

### Gruppo 8
| Squadra       | Pt | G | V | N | P | GF | GS | DR  |
| ------------- | -- | - | - | - | - | -- | -- | --- |
| Corinthians   | 13 | 6 | 4 | 1 | 1 | 13 | 4  | +9  |
| Cerro Porteño | 10 | 6 | 3 | 1 | 2 | 6  | 7  | -1  |
| Santa Fe      | 8  | 6 | 2 | 2 | 2 | 6  | 4  | +2  |
| Cobresal      | 3  | 6 | 1 | 0 | 5 | 4  | 14 | -10 |

| 16 febbraio 2016, ore Da stabilire 1ª giornata | Santa Fe | 0 – 0 referto | Cerro Porteño | Estadio Nemesio Camacho |

| El Salvador (Cile) 17 febbraio 2016, ore 20:45 UTC-3 1ª giornata | Cobresal | 0 – 1 referto | Corinthians | Estadio El Cobre |

| Asunción 25 febbraio 2016, ore 19:30 UTC-3 2ª giornata | Cerro Porteño | 2 – 1 referto | Cobresal | Estadio General Pablo Rojas |

| San Paolo (Brasile) 2 marzo 2016, ore 21:45 UTC-3 2ª giornata | Corinthians | 1 – 0 referto | Santa Fe | Arena Corinthians |

| El Salvador (Cile) 9 marzo 2016, ore 17:15 UTC-3 3ª giornata | Cobresal | 1 – 2 referto | Santa Fe | Estadio El Cobre |

| Asunción 9 marzo 2016, ore 19:30 UTC-3 3ª giornata | Cerro Porteño | 3 – 2 referto | Corinthians | Estadio General Pablo Rojas |

| 15 marzo 2016, ore Da stabilire 4ª giornata | Santa Fe | 3 – 0 referto | Cobresal | Estadio Nemesio Camacho |

| San Paolo (Brasile) 16 marzo 2016, ore 21:45 UTC-3 4ª giornata | Corinthians | 2 – 0 referto | Cerro Porteño | Arena Corinthians |

| El Salvador (Cile) 13 aprile 2016, ore 17:15 UTC-3 5ª giornata | Cobresal | 2 – 0 referto | Cerro Porteño | Estadio El Cobre |

| 7 aprile 2016, ore Da stabilire 5ª giornata | Santa Fe | 1 – 1 referto | Corinthians | Estadio Nemesio Camacho |

| San Paolo (Brasile) 20 aprile 2016, ore 21:45 UTC-3 6ª giornata | Corinthians | 6 – 0 referto | Cobresal | Arena Corinthians |

| Asunción 20 aprile 2016, ore 21:45 UTC-3 6ª giornata | Cerro Porteño | 1 – 0 referto | Santa Fe | Estadio General Pablo Rojas |

## Fase a eliminazione diretta
Gli accoppiamenti degli ottavi di finale, sul modello del tabellone tennistico, saranno stabiliti in base a una classifica del rendimento nella prima fase. La prima squadra della classifica affronterà l'ultima, la seconda la penultima, la terza la terzultima, la quarta la quartultima e così via. Le prime di ogni girone del secondo turno saranno classificate tra le posizioni 1-8, le seconde tra le posizioni 9-16.

### Classifica
| Pos.                 | Squadra                 | Pt                 | G                  | V                  | N                  | P                  | GF                 | GS                 | DR                 |
| Prime classificate   | Prime classificate      | Prime classificate | Prime classificate | Prime classificate | Prime classificate | Prime classificate | Prime classificate | Prime classificate | Prime classificate |
| -------------------- | ----------------------- | ------------------ | ------------------ | ------------------ | ------------------ | ------------------ | ------------------ | ------------------ | ------------------ |
| 1.                   | Atlético Nacional       | 16                 | 6                  | 5                  | 1                  | 0                  | 12                 | 0                  | +12                |
| 2.                   | UNAM                    | 15                 | 6                  | 5                  | 0                  | 1                  | 17                 | 8                  | +9                 |
| 3.                   | Corinthians             | 13                 | 6                  | 4                  | 1                  | 1                  | 13                 | 4                  | +9                 |
| 4.                   | Atlético Mineiro        | 13                 | 6                  | 4                  | 1                  | 1                  | 12                 | 4                  | +8                 |
| 5.                   | Toluca                  | 13                 | 6                  | 4                  | 1                  | 1                  | 9                  | 5                  | +4                 |
| 6.                   | Boca Juniors            | 12                 | 6                  | 3                  | 3                  | 0                  | 11                 | 4                  | +7                 |
| 7.                   | River Plate             | 11                 | 6                  | 3                  | 2                  | 1                  | 17                 | 7                  | +10                |
| 8.                   | Rosario Central         | 11                 | 6                  | 3                  | 2                  | 1                  | 13                 | 8                  | +5                 |
| Seconde classificate |                         |                    |                    |                    |                    |                    |                    |                    |                    |
| 9.                   | Grêmio                  | 11                 | 6                  | 3                  | 2                  | 1                  | 10                 | 6                  | +4                 |
| 10.                  | Independiente del Valle | 11                 | 6                  | 3                  | 2                  | 1                  | 7                  | 4                  | +3                 |
| 11.                  | Cerro Porteño           | 10                 | 6                  | 3                  | 1                  | 2                  | 6                  | 7                  | -1                 |
| 12.                  | São Paulo               | 9                  | 6                  | 2                  | 3                  | 1                  | 11                 | 5                  | +6                 |
| 13.                  | Racing                  | 9                  | 6                  | 2                  | 3                  | 1                  | 11                 | 7                  | +4                 |
| 14.                  | Nacional                | 9                  | 6                  | 2                  | 3                  | 1                  | 6                  | 6                  | 0                  |
| 15.                  | Deportivo Táchira       | 9                  | 6                  | 3                  | 0                  | 3                  | 6                  | 11                 | -5                 |
| 16.                  | Huracán                 | 8                  | 6                  | 2                  | 2                  | 2                  | 7                  | 7                  | 0                  |

### Tabellone
|  | Ottavi di finale        | Ottavi di finale  | Ottavi di finale | Ottavi di finale |       |                         | Quarti di finale | Quarti di finale | Quarti di finale | Quarti di finale |                         |   | Semifinali | Semifinali | Semifinali | Semifinali |                         |   | Finale | Finale | Finale | Finale |
|  |                         |                   |                  |                  |       |                         |                  |                  |                  |                  |                         |   |            |            |            |            |                         |   |        |        |        |        |
|  | Nacional (gt)           | 0                 | 2                | 2                |       |                         |                  |                  |                  |                  |                         |   |            |            |            |            |                         |   |        |        |        |        |
|  | Corinthians             | 0                 | 2                | 2                |       |                         |                  |                  |                  |                  |                         |   |            |            |            |            |                         |   |        |        |        |        |
|  | Corinthians             | 0                 | 2                | 2                |       | Nacional                | 1                | 1                | 2 (3)            |                  |                         |   |            |            |            |            |                         |   |        |        |        |        |
|  |                         |                   |                  |                  |       | Nacional                | 1                | 1                | 2 (3)            |                  |                         |   |            |            |            |            |                         |   |        |        |        |        |
|  |                         | Boca Juniors      | 1                | 1                | 2 (4) |                         |                  |                  |                  |                  |                         |   |            |            |            |            |                         |   |        |        |        |        |
|  | Cerro Porteño           | Boca Juniors      | 1                | 1                | 2 (4) | 1                       | 1                | 2                |                  |                  |                         |   |            |            |            |            |                         |   |        |        |        |        |
|  | Cerro Porteño           |                   |                  |                  |       | 1                       | 1                | 2                |                  |                  |                         |   |            |            |            |            |                         |   |        |        |        |        |
|  | Boca Juniors            | 2                 | 3                | 5                |       |                         |                  |                  |                  |                  |                         |   |            |            |            |            |                         |   |        |        |        |        |
|  | Boca Juniors            | 2                 | 3                | 5                |       |                         |                  |                  |                  |                  | Independiente del Valle | 2 | 3          | 5          |            |            |                         |   |        |        |        |        |
|  |                         |                   |                  |                  |       |                         |                  |                  |                  |                  |                         | 2 | 3          | 5          |            |            |                         |   |        |        |        |        |
|  |                         | Boca Juniors      | 1                | 2                | 3     |                         |                  |                  |                  |                  |                         |   |            |            |            |            |                         |   |        |        |        |        |
|  | Independiente del Valle | Boca Juniors      | 1                | 2                | 3     | 2                       | 0                | 2                |                  |                  |                         |   |            |            |            |            |                         |   |        |        |        |        |
|  | Independiente del Valle |                   |                  |                  |       | 2                       | 0                | 2                |                  |                  |                         |   |            |            |            |            |                         |   |        |        |        |        |
|  | River Plate             | 0                 | 1                | 1                |       |                         |                  |                  |                  |                  |                         |   |            |            |            |            |                         |   |        |        |        |        |
|  | River Plate             | 0                 | 1                | 1                |       | Independiente del Valle | 2                | 1                | 3 (5)            |                  |                         |   |            |            |            |            |                         |   |        |        |        |        |
|  |                         |                   |                  |                  |       | Independiente del Valle | 2                | 1                | 3 (5)            |                  |                         |   |            |            |            |            |                         |   |        |        |        |        |
|  |                         | Pumas UNAM        | 1                | 2                | 3 (3) |                         |                  |                  |                  |                  |                         |   |            |            |            |            |                         |   |        |        |        |        |
|  | Deportivo Táchira       | Pumas UNAM        | 1                | 2                | 3 (3) | 1                       | 0                | 1                |                  |                  |                         |   |            |            |            |            |                         |   |        |        |        |        |
|  | Deportivo Táchira       |                   |                  |                  |       | 1                       | 0                | 1                |                  |                  |                         |   |            |            |            |            |                         |   |        |        |        |        |
|  | Pumas UNAM              | 0                 | 2                | 2                |       |                         |                  |                  |                  |                  |                         |   |            |            |            |            |                         |   |        |        |        |        |
|  | Pumas UNAM              | 0                 | 2                | 2                |       |                         |                  |                  |                  |                  |                         |   |            |            |            |            | Independiente del Valle | 1 | 0      | 1      |        |        |
|  |                         |                   |                  |                  |       |                         |                  |                  |                  |                  |                         |   |            |            |            |            |                         | 1 | 0      | 1      |        |        |
|  |                         | Atlético Nacional | 1                | 1                | 2     |                         |                  |                  |                  |                  |                         |   |            |            |            |            |                         |   |        |        |        |        |
|  | San Paolo               | Atlético Nacional | 1                | 1                | 2     | 4                       | 1                | 5                |                  |                  |                         |   |            |            |            |            |                         |   |        |        |        |        |
|  | San Paolo               |                   |                  |                  |       | 4                       | 1                | 5                |                  |                  |                         |   |            |            |            |            |                         |   |        |        |        |        |
|  | Toluca                  | 0                 | 3                | 3                |       |                         |                  |                  |                  |                  |                         |   |            |            |            |            |                         |   |        |        |        |        |
|  | Toluca                  | 0                 | 3                | 3                |       | San Paolo (gt)          | 1                | 1                | 2                |                  |                         |   |            |            |            |            |                         |   |        |        |        |        |
|  |                         |                   |                  |                  |       | San Paolo (gt)          | 1                | 1                | 2                |                  |                         |   |            |            |            |            |                         |   |        |        |        |        |
|  |                         | Atlético Mineiro  | 0                | 2                | 2     |                         |                  |                  |                  |                  |                         |   |            |            |            |            |                         |   |        |        |        |        |
|  | Racing Club             | Atlético Mineiro  | 0                | 2                | 2     | 0                       | 1                | 1                |                  |                  |                         |   |            |            |            |            |                         |   |        |        |        |        |
|  | Racing Club             |                   |                  |                  |       | 0                       | 1                | 1                |                  |                  |                         |   |            |            |            |            |                         |   |        |        |        |        |
|  | Atlético Mineiro        | 0                 | 2                | 2                |       |                         |                  |                  |                  |                  |                         |   |            |            |            |            |                         |   |        |        |        |        |
|  | Atlético Mineiro        | 0                 | 2                | 2                |       |                         |                  |                  |                  |                  | San Paolo               | 0 | 1          | 1          |            |            |                         |   |        |        |        |        |
|  |                         |                   |                  |                  |       |                         |                  |                  |                  |                  |                         | 0 | 1          | 1          |            |            |                         |   |        |        |        |        |
|  |                         | Atlético Nacional | 2                | 2                | 4     |                         |                  |                  |                  |                  |                         |   |            |            |            |            |                         |   |        |        |        |        |
|  | Grêmio                  | Atlético Nacional | 2                | 2                | 4     | 0                       | 0                | 0                |                  |                  |                         |   |            |            |            |            |                         |   |        |        |        |        |
|  | Grêmio                  |                   |                  |                  |       | 0                       | 0                | 0                |                  |                  |                         |   |            |            |            |            |                         |   |        |        |        |        |
|  | Rosario Central         | 1                 | 3                | 4                |       |                         |                  |                  |                  |                  |                         |   |            |            |            |            |                         |   |        |        |        |        |
|  | Rosario Central         | 1                 | 3                | 4                |       | Rosario Central         | 1                | 1                | 2                |                  |                         |   |            |            |            |            |                         |   |        |        |        |        |
|  |                         |                   |                  |                  |       | Rosario Central         | 1                | 1                | 2                |                  |                         |   |            |            |            |            |                         |   |        |        |        |        |
|  |                         | Atlético Nacional | 0                | 3                | 3     |                         |                  |                  |                  |                  |                         |   |            |            |            |            |                         |   |        |        |        |        |
|  | Huracán                 | Atlético Nacional | 0                | 3                | 3     | 0                       | 2                | 2                |                  |                  |                         |   |            |            |            |            |                         |   |        |        |        |        |
|  | Huracán                 |                   |                  |                  |       | 0                       | 2                | 2                |                  |                  |                         |   |            |            |            |            |                         |   |        |        |        |        |
|  | Atlético Nacional       | 0                 | 4                | 4                |       |                         |                  |                  |                  |                  |                         |   |            |            |            |            |                         |   |        |        |        |        |

### Ottavi di finale
Andata: 26, 27 e 28 aprile 2016. Ritorno: 3, 4 e 5 maggio 2016.
| Squadra 1               | Totale      | Squadra 2         | Andata | Ritorno |
| ----------------------- | ----------- | ----------------- | ------ | ------- |
| Huracán                 | 2 - 4       | Atlético Nacional | 0 - 0  | 2 - 4   |
| Deportivo Táchira       | 1 - 2       | UNAM              | 1 - 0  | 0 - 2   |
| Nacional                | 2 - 2 (gfc) | Corinthians       | 0 - 0  | 2 - 2   |
| Racing Club             | 1 - 2       | Atlético Mineiro  | 0 - 0  | 1 - 2   |
| San Paolo               | 5 - 3       | Toluca            | 4 - 0  | 1 - 3   |
| Cerro Porteño           | 2 - 5       | Boca Juniors      | 1 - 2  | 1 - 3   |
| Independiente del Valle | 2 - 1       | River Plate       | 2 - 0  | 0 - 1   |
| Grêmio                  | 0 - 4       | Rosario Central   | 0 - 1  | 0 - 3   |

### Quarti di finale
Andata: 11, 12 e 17 maggio 2016. Ritorno: 18, 19 e 24 maggio 2016.
| Squadra 1               | Totale          | Squadra 2         | Andata | Ritorno |
| ----------------------- | --------------- | ----------------- | ------ | ------- |
| Nacional                | 2 - 2 (3-4 dtr) | Boca Juniors      | 1 - 1  | 1 - 1   |
| Independiente del Valle | 3 - 3 (5-3 dtr) | UNAM              | 2 - 1  | 1 - 2   |
| San Paolo               | 2 - 2 (gfc)     | Atlético Mineiro  | 1 - 0  | 1 - 2   |
| Rosario Central         | 2 - 3           | Atlético Nacional | 1 - 0  | 1 - 3   |

### Semifinali
Andata: 6 e 7 luglio 2016. Ritorno: 13 e 14 luglio 2016.
| Squadra 1               | Totale | Squadra 2         | Andata | Ritorno |
| ----------------------- | ------ | ----------------- | ------ | ------- |
| Independiente del Valle | 5 - 3  | Boca Juniors      | 2 - 1  | 3 - 2   |
| San Paolo               | 1 - 4  | Atlético Nacional | 0 - 2  | 1 - 2   |

### Finale
Andata: 20 luglio 2016. Ritorno: 27 luglio 2016.
| Squadra 1               | Totale | Squadra 2         | Andata | Ritorno |
| ----------------------- | ------ | ----------------- | ------ | ------- |
| Independiente del Valle | 1 - 2  | Atlético Nacional | 1 - 1  | 0 - 1   |

## Classifica marcatori
| Gol |  |  | Giocatore         | Squadra                 |
| --- |  |  | ----------------- | ----------------------- |
| 9   |  |  | Jonathan Calleri  | San Paolo               |
| 8   |  |  | Marco Ruben       | Rosario Central         |
| 8   |  |  | Ismael Sosa       | Pumas UNAM              |
| 6   |  |  | José Angulo       | Independiente del Valle |
| 6   |  |  | Junior Sornoza    | Independiente del Valle |
| 5   |  |  | Ramón Ábila       | Huracán                 |
| 5   |  |  | Michael Santos    | River Plate (M)         |
| 5   |  |  | Carlos Tévez      | Boca Juniors            |
| 5   |  |  | Fernando Uribe    | Toluca                  |
| 5   |  |  | Miguel Borja      | Atlético Nacional       |
| 4   |  |  | Juan Carlos Arce  | Bolívar                 |
| 4   |  |  | Alejandro Donatti | Rosario Central         |
| 4   |  |  | Gabriel Jesus     | Palmeiras               |
| 4   |  |  | Lisandro López    | Racing                  |
| 4   |  |  | Nicolás López     | Nacional                |
| 4   |  |  | Esteban Paredes   | Colo-Colo               |
| 4   |  |  | Cristian Pavón    | Boca Juniors            |
| 4   |  |  | Lucas Pratto      | Atlético Mineiro        |
| 4   |  |  | Enrique Triverio  | Toluca                  |